# .50 Beowulf
.50 Beowulf  — американский крупнокалиберный боеприпас, созданный для использования в модифицированных винтовках AR-15 в 2001 году, разработанный Биллом Александром из компании Alexander Arms.
Патрон разработан на основе боеприпаса .50 Action Express, по своим массо-габаритным характеристикам схож с револьверным патроном .500 S&W Magnum, адаптированным к автоматическому оружию. Гильза патрона имеет уменьшенную закраину с габаритами, аналогичными закраине от патронов 7,62×39 мм и 6,5 мм Grendel.
Размеры гильзы очень близки к таковым у револьверного патрона .500 S&W Magnum, но .50 Beowulf немного длиннее и имеет большую конусность для облегчения автоматической подачи в оружие. Его баллистика близка к старому патрону .45-70 Government.
Патрон был создан для улучшения останавливающего действия главным образом на коротких и средних дистанциях по сравнению с патроном 5,56×45mm NATO. Одним из рекламируемых свойств патрона является способность поражать цели в транспортных средствах, поскольку тяжёлые пули не так легко отклоняются лобовым стеклом или стандартными автомобильными металлическими панелями.

## Проприетарный статус
Alexander Arms осуществляет контроль за всеми аспектами его производства и родственного оборудования. Нежелание компании разглашать информацию о патроне вызывает раздражение некоторых авторов.

## Использование
Несмотря на то, что .50 Beowulf был создан для тактического использования, он получил признание главным образом как охотничий патрон. Это произошло благодаря его пригодности для охоты на многих видов североамериканских животных, таких как олени, лоси и медведи барибалы.